# GFC (voetbalclub)
GFC (Goorsche Football Club) is een voetbalclub in de Overijsselse plaats Goor. Het eerste elftal van de club speelt in de Vierde klasse zaterdag (seizoen 2024/25).
De club telt ruim 600 leden en heeft 5 seniorenteams (4 op zaterdag, 1 op zondag), 11 jeugdteams, 3 meisjesteams (samen met v.v. Twenthe) en een eigen Ukken League. In het verleden beschikte GFC ook over twee zaalvoetbalteams.

## De eerste jaren
De Goorsche Football Club (GFC) is de oudste voetbalclub van Goor. Op 7 oktober 1907 werd de club opgericht, tijdens een bijeenkomst in Café Neuf, de eerste voorzitter werd Tammo de Ligny. GFC is in 2007 de 7e Twentse voetbalclub die de 100 jaar haalt.
GFC begon met voetballen op de velden bij 'Sjoris', bij de gratie van de graaf van het Weldam, die daarvoor toestemming gaf. Al snel verhuisden ze naar de velden onder aan de Herikerberg, bij de 'Waag'nmaker'. Na een tussenstop op de Höfte (beter bekend als de Schoolfeestweide), speelde ze meer dan veertig jaar (vanaf 1932) op de Horst. Dit complex aan de Deldensestraat werd een tijdje (tot 1964) gedeeld met zustervereniging vv Twenthe. Hier stond ook een mooie oude houten tribune, in Engelse stijl, die vele clubs jaloers maakte.

## Jeugd
GFC heeft sinds 1932 een jeugdafdeling. De jeugd voetbalde pas sinds de jaren twintig in Nederland. Eerst mochten alleen oudere junioren (15+) spelen in kleine competities, maar in de loop der tijd werd de leeftijd waarop men lid mocht worden regelmatig lager. Een opsplitsing van junioren en pupillen volgde. Sinds 2005 spelen ook de ukken (4 tot 6 jaar) in een eigen onderlinge competitie.

## De laatste jaren
Sinds 1975 speelt GFC op het complex Heeckeren. Begonnen met 2 velden en een oefenhoek, is het complex voorzien van kantine, kleedkamers, een derde en een vierde veld, een nieuwe tribune en sinds 2006 een vier tegen vier kunstgrasveld. Ook sinds 2010 hebben ze op de zogenoemde oefenhoek een heel nieuw kunstgrasveld (oppervlakte ongeveer een half veld) van de gemeente gekregen. Deze is niet alleen in gebruik van GFC, maar ook voor andere jeugd. De gemeente noemt het daarom ook een Openbaar Kunstgrasveld.
Na de oorlog speelde GFC meestal in de derde of vierde klasse. Kampioenschappen werden behaald in 1949, 1952, 1969, 1982 en 2002. Promotie via de nacompetitie was er in 1999 en 2005.
Binnen GFC zijn diverse groeperingen actief. Vooral de Supportersvereniging met meer dan 400 leden is al sinds 1946 actief en is verantwoordelijk voor vele activiteiten, maar ook heeft zij vele verbouwingen op het complex geïnitieerd. Sinds begin jaren negentig is er de Stichting Vrienden van GFC, die de vereniging financieel ondersteunt. De club van 100 is opgericht op weg naar het 100-jarig jubileum.

## Tenue
GFC speelt in een rood zwart gestreept shirt (vergelijk: AC Milan), met een witte broek en rood zwarte sokken. In het verleden heeft de club ook gespeeld in rode shirts met een zwarte V-hals, in de jaren tachtig nog een jaar in rode shirts met een extreem dun zwart streepje.
In het seizoen 2006-2007 speelt de club voor een jaar in het tenue van 100 jaar geleden; een wit shirt met een smalle rode baan, zwarte broek en sokken.

## Jubileumjaar
Op 7 oktober 2007 bereikt de club de 100 jaar, sinds oktober 2006 zijn er diverse festiviteiten geweest die bij dit jubileum horen. Het jubileumjaar werd geopend door een feest van de Supportersvereniging op 6 oktober 2006, met een Duits thema 'Das Fest'. De avond begon met de opening van het kunstgrasveldje, vernoemd naar Toon Groothengel, oud-voorzitter van zowel GFC als de Supportersvereniging. Om middernacht werd door de twee nog levende ereleden, Jan Wiemerink en Johan Alink, een vuurwerk aangestoken om het jaar officieel te openen.
Het G-team van GFC speelde op 18 april een wedstrijd tegen een elftal van RTV Oost, met onder andere journalisten, voetbalanalisten Jan van Staa en Jack de Gier en soapster en voormalig Miss Universe Nederland Kim Kötter. De gehandicapte spelers waren met 7-3 te sterk voor hun beroemde opponenten en waren erg blij met de beker die ze voor deze overwinning kregen.
De Twentse Voetbal Veteranen (een clubje van Twentse ex-profs) speelden een wedstrijd tegen een verzameling oud-eerste elftal spelers van GFC op 9 mei. De gasten wonnen met 3-8.
Op 16 juli kwam Ajax op bezoek voor de jubileumwedstrijd tegen het eerste elftal. De Amsterdammers wonnen met 0-9, het was een van de laatste wedstrijden van Wesley Sneijder voor Ajax. Aanvoerder Romano Lammertink nam afscheid van het eerste elftal van GFC.
Een reünie op 9 juni 2007 voor alle leden en oud-leden (bijna 400 bezoekers) was een succes. In de oudheidkamer was er een expositie over de geschiedenis van de club.
Tijdens de jubileumreceptie werd GFC koninklijk. De burgemeester van Hof van Twente overhandigde namens de koningin een certificaat.
Het grote jubileumfeest vond plaats op 6 oktober. Meer dan 600 mensen vierden een groot feest. Een dag later deed de helft van hen dit nog eens over tijdens het Fruhshoppen op de verjaardag 7 oktober. Ook in die week kwam het jubileumboek uit, een hardcover boek over de gehele geschiedenis van 220 bladzijden met meer dan 260 foto's.

## Standaardelftal

### Zaterdag
Voor het seizoen 2019/20 werd er met standaardelftal overgestapt van de zondag- naar de zaterdagafdeling, het startte in de Vierde klasse van het KNVB-district Oost.

#### Competitieresultaten
| \| - 4E \| |
| 20         |
| - 4E       |

| Vierde klasse |

### Zondag

#### Competitieresultaten 1914–2019
| 3 3C |

| 2 |

| 1 3A |

| 6 3? |

| 2 3A |

| 4 3A |

| 1 3A |

| 7 2A |

| 7 2A |

| 10 2A |

| 10 2A |

| 7 3A |

| 5 3B |

| 5 3A |

| 6 3A |

| 4 3B |

| 3 3B |

| 4 3A |

| 2 3B |

| 7 3B |

| 5 3D |

| 7 3A |

| 8 3B |

| 10 3A |

| 6 4A |

| 4 4? |

| 1 K |

| 3 4B |

| 4 4B |

| 1 4C |

| 1 4C |

|  |

| 3 4B |

| 4 4B |

| 3 4C |

| 1 4D |

| 3 3B |

| 3 3C |

| 1 3B |

| 9 3B |

| 3 3B |

| 12 3B |

| 10 3B |

| 10 3B |

| 9 3B |

| 6 3B |

| 7 3B |

| 3 3B |

| 5 3A |

| 8 3A |

| 12 3A |

| 7 4C |

| 5 4C |

| 6 4C |

| 6 4C |

| 1 4A |

| 11 3A |

| 10 3B |

| 10 3A |

| 12 3A |

| 3 4B |

| 6 4B |

| 10 4B |

| 10 4B |

| 10 4B |

| 6 4B |

| 3 4B |

| 3 4B |

| 1 4A |

| 11 3A |

| 3 4B |

| 4 4B |

| 6 4B |

| 7 4B |

| 10 4B |

| 10 4B |

| 10 4B |

| 11 4B |

| 5 4A |

| 8 4B |

| 3 4B |

| 5 4A |

| 11 4A |

| 7 5B |

| 7 5A |

| 3 5B |

| 9 4B |

| 4 4B |

| 1 4B |

| 10 3A |

| 3 4B |

| 2 4B |

| 9 3A |

| 8 3A |

| 11 3A |

| 9 4B |

| 11 4B |

| 8 4A |

| 10 4A |

| 8 4A |

| 11 4B |

| 2 4B |

| 7 4B |

| 11 4B |

| 2 4B |

| 2 4G |

| Derde klasse | Vierde klasse | Vijfde klasse | Noodcompetitie |

In elke staaf van de grafiek staat van boven naar beneden vermeld: 
- Eindnotering

Dit is de positie die de club heeft bereikt in de competitie, zonder eventuele beslissings-, play-off- of nacompetitiewedstrijden die nodig zijn geweest om bijvoorbeeld de kampioen van de competitie te bepalen.
Indien een * achter het getal staat is de notering een tussenstand en kan het zijn dat de notering niet overeenkomt met de uiteindelijke eindstand van de competitie.
Staat er een - dan is het seizoen nog bezig en is er geen definitieve uitslag bekend.
Staat er xx op de positie van de notering, dan heeft de club vroegtijdig de competitie verlaten. Dit kan onder andere komen door terugtrekking van het team, faillissement van de club of door een uitgedeelde straf van de KNVB. In veel gevallen staat elders in het artikel de reden vermeld.
Staat er een ? dan is het resultaat uit het verleden onbekend, en is alleen de competitie of het niveau bekend van dat seizoen.
In de seizoenen 2019/20 en 2020/21 werd wegens de coronacrisis het amateurvoetbal afgebroken. Daardoor kennen deze staven geen eindklassering (middels -- weergegeven).
- Competitieniveau en afdelingsletter of Officiële eindstand Eredivisie
  - Competitieniveau en afdelingsletter

Hierbij geeft het getal het niveau weer, dat ook terug te vinden is in de legenda. De letter is de afdelingsaanduiding en wordt gebruikt wanneer er meer afdelingen zijn op hetzelfde niveau. De afdelingsletter is altijd een hoofdletter en wordt meestal zonder nummer gebruikt.
Voorbeeld: 2F is niveau 2e klasse competitie F.
Het competitieniveau en nummer wordt niet vermeld wanneer er slechts één competitie van dit niveau was.
  - Officiële eindstand Eredivisie (getal staat tussen haakjes vermeld)

Sinds de introductie van play-offwedstrijden voor Europees voetbal na afloop van de reguliere competitie in 2005/06, is de KNVB verplicht een eindstand van de Eredivisie door te geven aan de UEFA aan de hand van deze play-offwedstrijden.
Bij deze eindstand staan clubs die zich hebben gekwalificeerd voor Europees voetbal hoger dan clubs die zich niet wisten te kwalificeren. Indien er geen verschil was tussen de eindnotering en de officiële eindstand, staat dit getal niet vermeld.

- Onderafdeling

Hier staat afgekort de naam van de onderafdeling indien de club in dat jaar in een onderafdeling uitkwam. Tevens staat deze afkorting in de legenda en wordt gelinkt naar het artikel over deze onderafdeling. Deze afkorting wordt alleen vermeld wanneer de club in het verleden in verschillende onderafdelingen heeft gespeeld. Deze vermelding is in de staaf altijd in kleine letters. Deze onderafdelingen zijn na het seizoen 1995/96 afgeschaft. Heeft de club in slechts één onderafdeling gespeeld, dan is dit alleen terug te vinden in de legenda.
Onder de staaf staat het jaartal vermeld waarin het seizoen is afgesloten. 15 verwijst naar het seizoen 2014/15 of eventueel het seizoen 1914/15.
Wanneer een staaf leeg is, zijn deze gegevens niet bekend. Het kan ook zijn dat de club dat seizoen niet heeft meegespeeld op het hogere amateurniveau, vroegtijdig de competitie heeft verlaten of uit de competitie is gezet.

In het seizoen 1944/45 was er wegens de Tweede Wereldoorlog geen regulier competitievoetbal.